# Cerapody
Cerapody (łac. Cerapoda) – jedna z dwóch grup (według linneuszowskiego systemu klasyfikacji podrzędów) dinozaurów ptasiomiednicznych i takson siostrzany tyreoforów. Cerapody charakteryzują się posiadaniem grubszej warstwy szkliwa na wewnętrznej stronie dolnych zębów. Wydaje się jakoby mogły one odżywiać się twardszymi roślinami niż pozostałe dinozaury. Nazwa Cerapoda jest połączeniem nazw Ceratopsia i Ornithopoda oraz oznacza tyle co „rogate stopy”.
Termin ten został ukuty przez Paula Sereno w 1986. W 2004 David Weishampel  zdefiniował cerapody jako klad obejmujący genuzaury bliżej spokrewnione z triceratopsem niż ankylozaurem. Tej samej definicji użył sześć lat wcześniej Sereno dla utworzonego w 1985 r. przez Coopera taksonu Neornithischia ("nowe dinozaury ptasiomiedniczne"). Z tej przyczyny Cerapoda może być traktowane jako młodszy synonim Neornithischia.
Pojawiły się we wczesnej jurze i dotrwały do końca mezozoiku.

## Systematyka
- Podrząd Cerapoda
  - Albalophosaurus
  - Agilisaurus
  - Stormbergia
  - Hexinlusaurus
  - Infrarząd Ornithopoda ("ptasie stopy" o najbardziej zaawansowanym systemie żującym ze wszystkich gadów, porównywalnym z tym znanym u współczesnych ssaków)
  - Infrarząd Pachycephalosauria (znane także jako dinozaury grubogłowe o silnie zgrubiałych czaszkach)
  - Infrarząd Ceratopsia (znane także jako dinozaury rogate, posiadające papuzie dzioby i kryzę lub co najmniej jej zaczątek)